# Real Book

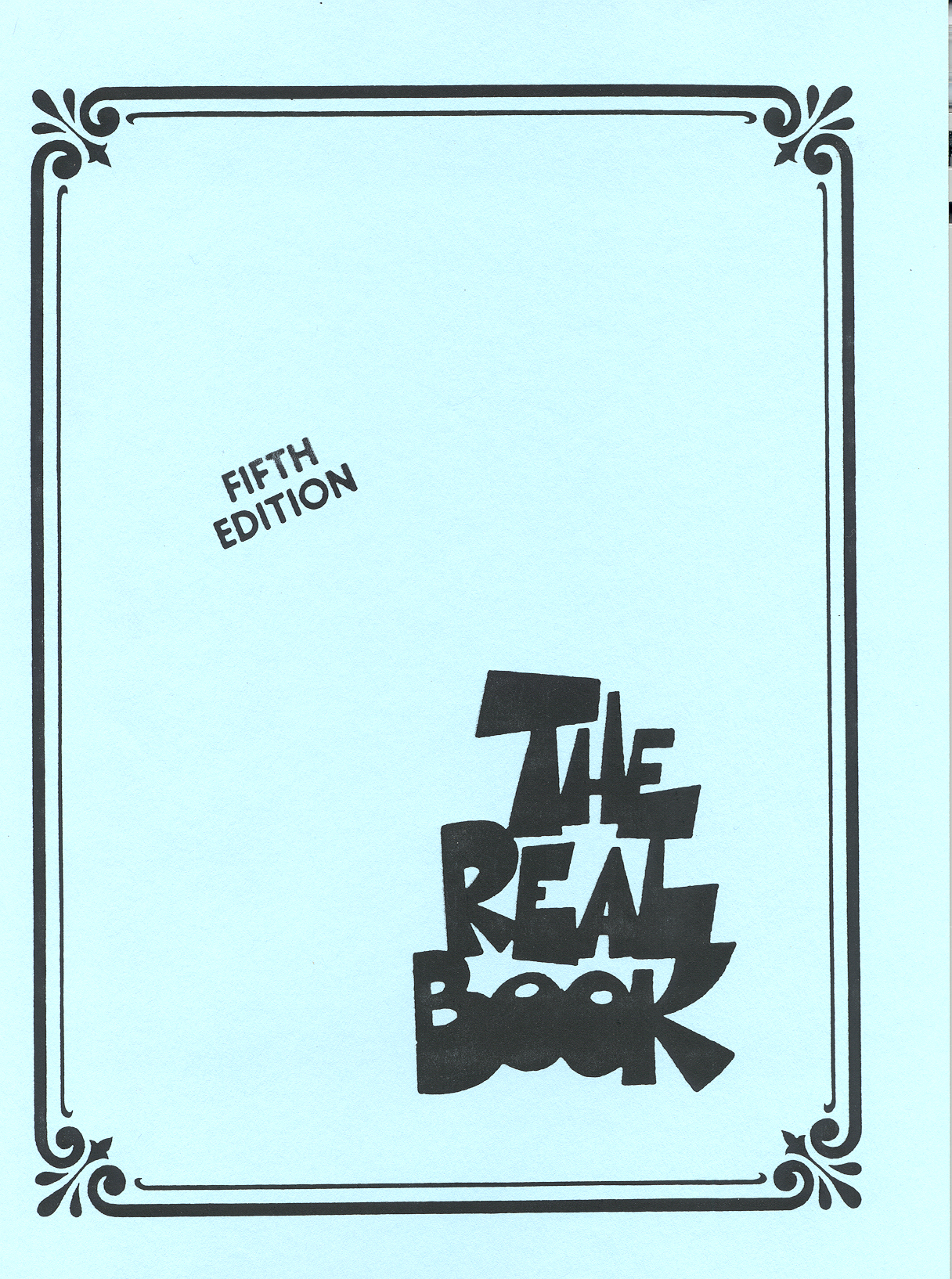
Exemplaire de la 5e édition du Real Book.

Le Real Book (nommé ainsi par allusion humoristique aux Fake Books des années 1940 et 1950), est un livre qui rassemble de nombreux standards de jazz.
Ce terme désigne en général le 1er volume d'une série transcrite et rassemblée par des étudiants du Berklee College of Music durant les années 1970.
Le bassiste Steve Swallow et le pianiste Paul Bley ont pris en charge la transcription du livre. C'est pourquoi leurs compositions et celles d'autres personnes de leur entourage constituent une large partie du Real Book, parmi des standards et des compositions classiques de jazz.
Il y eut trois éditions du Real Book. Les volumes 1 et 2 sont manuscrits, le troisième est typographié à l'ordinateur.
Le Real Book est devenu la ressource indispensable de tout musicien de jazz en herbe.[réf. nécessaire] Il est également très pratique pour les musiciens professionnels de travailler à partir du « Livre » (The Book), car il est disponible en différentes éditions pour convenir aux instruments en si bémol, mi bémol ou en tonalité de référence (en do, ou concert-pitch) : un chef de groupe peut annoncer les numéros de page, des joueurs expérimentés peuvent lire d'un seul coup d'œil des morceaux qu'ils ne connaissent pas.
Les transcriptions du Real Book sont illégales — aucune redevance n'est payée aux artistes dont le nom apparaît. Avant l'avènement d'Internet, il était difficile d'en trouver des copies. The New Real Book (« Le Nouveau Vrai Livre »), également en trois volumes, publié chez Sher Music, est, lui, légal et plus lisible. Le recueil de morceaux diffère de celui du Real Book d'origine, mais certains morceaux y sont repris, dans de nouvelles transcriptions et avec une polygraphie bien meilleure. Les versions comportant uniquement les grilles (sans les mélodies) sont en revanche légales.
Les « vieux » real books contiennent de nombreuses erreurs : grille harmonique parfois approximative, tonalité de l'enregistrement « de référence » non respectée (ex. "Red clay"), « accidents » - bémols ou dièses - oubliés (ex. "Blue bossa"), etc.
Par ailleurs certaines attributions sont totalement fantaisistes (ex. : le compositeur de Journey to Recife n'est pas Bill Evans, mais le contrebassiste Richard L. Evans. Ou encore, Autumn Leaves est attribué à Johnny Mercer, auteur des paroles en anglais, alors que Joseph Kosma, le compositeur, n'est pas cité.)
Les "New real books" proposent des relevés plus exacts.
Aujourd'hui, des CD-ROM regroupant un grand nombre des « fake » et « real books » (dont les 3 « vieux ») circulent dans le « milieu des musiciens de jazz ». Ils sont parfois vendus. On les trouve aussi en téléchargement. Les partitions sont au format pdf. La distribution de ces documents demeure illégale.
Les trois « Real books » de Berklee sont référencés comme « [Old] real books ».